# Макаровская (Верховское сельское поселение)
Макаровская — упразднённая деревня в Тарногском районе Вологодской области. Входила в состав Верховского сельского поселения, с точки зрения административно-территориального деления — в Верховский сельсовет. В 2024 году включена в состав села Верховский Погост и исключена из учётных данных.

## География
Расстояние по автодороге до районного центра Тарногского Городка — 41 км, до центра муниципального образования Верховского Погоста — 0,3 км. Ближайшие населённые пункты — Патракеевская, Кузьминская, Верховский Погост, Павловская, Осташевская, Васютинская, Тарасовская.

## Население
| 2010 |
| ---- |
| 90   |

По переписи 2002 года население — 117 человек (60 мужчин, 57 женщин). Преобладающая национальность — русские (99 %).